# Baischonchor Dogschin
Baischonchor dogschin (mongolisch Байшонхор догшин, wiss. Transliteration Bajšonchor dogšin, auch: Bashinkhor Dogshin, Bashinkur Khan, Baishinkhur, Bashinkur; ᠪᠠᠢᠱᠣᠩᠬᠣᠷ
ᠳᠣᠭᠰᠢᠨ, mongolisch Башинхор Догшин, Bayšingqor doɣšin; chinesisch 伯升豁兒多黑申, Pinyin Bó shēng huō er duō hēi shēn; geb. ca. 1030) war ein Herrscher der Mongolen aus dem Clan der Bordschigin. Er war der Sohn und Nachfolger von Chaidu Khan und der Ur-Ur-Ur-Enkel von Bodonchar Munkhag, dem mongolischen Kriegsherrn und Gründer des Clans der Bordschigin. Baischonchor war selbst der Großvater von Kabul Khan, welcher die vereinigte Konföderation der Khamag-Mongolen begründete. Nach seinem Tod wurde sein Sohn Tumbinai Setsen sein unmittelbarer Nachfolger.